# Anton Koczubiej
Anton Samojłowicz Koczubiej (ros. Антон Самойлович Кочубей, ur. 5 listopada 1909 we wsi Zubcewo w guberni chersońskiej, zm. 10 sierpnia 1998 w Chersoniu) – radziecki polityk, członek KC KPU (1965–1976), I sekretarz Komitetu Obwodowego KPU w Chersoniu (1962–1972).

## Życiorys
Od 1932 w WKP(b), partyjny organizator KC WKP(b) kombinatu koncentratów rybnych w obwodzie kamczackim, w 1934 aresztowany i zwolniony, 1934–1936 redaktor gazety „Kamczatskij kołchoznik”. Od 1936 II sekretarz i II sekretarz rejonowego komitetu WKP(b) w obwodzie kamczackim, od 1941 słuchacz kursów przy KC WKP(b), w latach 1941–1947 politruk w Armii Czerwonej/Armii Radzieckiej, 1947–1950 I sekretarz rejonowego komitetu KP(b)U w obwodzie stanisławskim (obecnie obwód iwanofrankiwski), 1950–1953 słuchacz Szkoły Partyjnej przy KC KP(b)U/KPU. W 1953 inspektor KC KPU, od 1953 do czerwca 1956 I sekretarz rejonowego komitetu KPU w obwodzie stanisławskim, od czerwca 1956 do stycznia 1962 II sekretarz Komitetu Obwodowego KPU w Chersoniu. Od 30 września 1961 do 8 stycznia 1965 zastępca członka, a od 8 stycznia 1965 do 10 lutego 1976 członek KC KPU. Od stycznia 1962 do 5 października 1972 I sekretarz Chersońskiego Komitetu Obwodowego KPU (od stycznia 1963 do grudnia 1964: Chersońskiego Wiejskiego Komitetu Obwodowego KPU), od października 1972 na emeryturze. Odznaczony dwoma Orderami Lenina (1958 i 1962).